# Ян Арношт Смолер
Ян Арношт Смолер (Jan Arnošt Smoler, 3 березня 1816 —13 червня 1884) — серболужицький філолог, просвітник, публіцист, представник лужицького національного відродження.

## Життєпис
Народився у м. Мерцдорф, поблизу Хойєрсверда (на той час Пруссія), у 1816 році в родині простестанського кантора. У 1823 році разом з родиною перебрався до м. Лоза, де закінчив початкову школу. В 1827 році поступив до середньої школи у м.Бауцен. разом із навчанням німецької мови брав приватні уроки з верхньолужицької мови.
У 1836—1840 роках навчався на богословському факультеті університету Бреслау. Після цього повернувся до м. Лоза. Після чого поступив на філологічний факультет цього ж університету, де навчався у 1840—1845 роках. У перерві повертався на батьківщину, де разом з Леопольдом Хауптом та Гандрієм Зейлером займався збиранням пісень сербських лужичан. Ще у 1838 році став засновником «Академічного товариства лужицької історії та мови». Видані Яном Арноштом Смолером «Пісні верхніх і нижніх лужицьких сербів» у 1841—1843 роках стали значним явищем літературного житті Лужиці.
У 1840 році Смолер заснував власне видавництво в Бауцені. У 1847 році за ініціативи Смолера було створено культурно-просвітницьку організацію «Матіца серболужицька». З 1848 до 1852 року був головним редактором культурно-громадського і літературного альманаху «Часопис Матиці серболужицької».
У 1849 році став редактором газети «Тижневі новини». У 1850—1854 роках був видавцем цієї газети. У 1848—1868 роках був редактором «Щорічника слов'янської літератури, культури і науки». У 1859—1860 роках під час відвідування Санкт-Петербургу спілкувався з українським поетом Т.Шевченко.
З 1860 році видавав журнал «Лужичанин» (з 1882 року, після злиття з журналом «младосербів» «Липа Сербська», перейменовано на «Лужицю»). З 1872 року був головою «Матиці сербської».
Смолер був одним з прихильників культурного панславізму та теорії слов'янської взаємності. Ці приницпи намагався відстоювати у громадській діяльності й на сторінках газет.
Щоб забезпечити коштами свої проекти, Смолер намагався привернути до них увагу широкої слов'янської громадськості, в тому числі він здійснив у 1859—1860, 1867, 1873, 1881—1883 роках поїздки до Російської імперії, де отримав деяку допомогу від російських слов'янофілів на будівництво лужицького Будинку культури («Матичного дім», відкрито у 1904 році). Помер у 1884 році у Бауцені.

## Творчість
Виступив реформатором верхньолужицького правопису. Значним є внесок Я. А. Смолера у вивчення мови, історії, культури та етнографії лужицьких сербів, створення підручників і словників серболужицької мови. Автор праць з мови «Молодий серб» (1841 рік), «Німецько-серболужицький словник» (1843 рік).
Був першим, хто зібрав відомості про межі розселення лужичан і чисельності їх на території Пруссії та Саксонії. Був популяризотором творчості Тарас Шевченка серед лужичан та німців.